# نابغ (اسم)
نابغ هو اسم علم مذكر من أصل عربي، ومعناه هو من الفعل نبغ، برز، ظهر، والمبدع والمجيد والفصيح والعظيم الشأن.

## وصلات خارجية
- موسوعة السلطان قابوس لأسماء العرب